# لوئی ترول یلمسلف
لوئی ترول یِلْمْزلِف یا یلمسلف یا یلمسلو (به دانمارکی: Louis Trolle Hjelmslev) (زادهٔ ۳ اکتبر ۱۸۹۹ – درگذشتهٔ ۳۰ مهٔ ۱۹۶۵) زبان‌شناس دانمارکی بود. او به‌همراه راسموس ویگو بروندال، مکتب زبان‌شناسی کپنهاگ را پایه‌گذاری کرد.
لویی ترول یلمزلف، پسر ریاضی‌دان برجستهٔ دانمارکی، در ۳ اکتبر ۱۸۹۹ در شهر کپنهاگ متولد شد. وی «فیلولوژی تطبیقی» را از هولگر پدرسن (۱۹۵۳–۱۸۶۷) آموخت و در سال ۱۹۲۳ مدرک فوق‌لیسانس خود را اخذ نمود. پس از گذراندن یک سال در پراگ، به پاریس عزیمت کرد و همان‌جا، طی سال‌های ۱۹۲۶ و ۱۹۲۷، بخش اعظم نخستین اثرش اصول دستور زبان عمومی Principes de grammaire générale(1928) را به‌نگارش درآورد. او رسالهٔ دکترای خود را با موضوع «تغییرات آوایی زبان لیتوانیایی» و در سیاقی سنتی نگاشت، و سپس در سال ۱۹۳۴ در دانشگاه اُرهوس به‌عنوان «دانشیار فیلولوژی تطبیقی» مشغول به‌کار شد، صرفاً با این هدف که بتواند در آینده جانشین هولگر پدرسون شود و کرسی «استاد فیلولوژی تطبیقی» را در دانشگاه کپنهاگ تصاحب کند (۱۹۳۷). وی علی‌رغم پیشنهادهای تملق‌آمیز بسیار از سوی دانشگاه‌های بزرگ خارج از دانمارک، تمام باقی عمرش را در کپنهاگ گذراند، و به انجام سفرهای علمی متعدد، بالاخص پس از جنگ جهانی دوم، بسنده کرد.
او در سال‌های اولیهٔ کارش فعالیت فوق‌العاده چشمگیر و مطالعات بسیار گسترده‌ای داشت، اما در پی آسیبی که به علت یک بیماری مغزی بر وی وارد شد، به‌تدریج توانش رو به کاهش نهاد. می‌توان گفت که با شروع گسترش بیماری، فعالیتش در دههٔ ۱۹۵۰ تا حد زیادی کُند شد و در پنج سال پایانی عمرش تلخ‌ترین ساعت‌ها را برای او به‌همراه آورد. وی در ۳۰ مه ۱۹۶۵ چشم از جهان فروبست.
یلمزلف تحصیلاتش را در فیلولوژی تطبیقی به انجام رسانید، اما آنچه او بدان شهره است، سهم عمده‌اش در پیشبرد جنبش ساختارگرایی است. او مدعی شد که ایده‌های سوسور را در مسیری پی می‌گیرد که تا آن زمان هیچ‌کس آن را درنیافته بود. وی در مخالفت با «مکتب پراگ» بر این باور بود که نظریهٔ زبانی بایستی صرفاً بر صورت [form] متمرکز شود و این که تمایز بین صورت و جوهر [substance] برای چنین نظریه‌ای امری ضروری محسوب می‌گردد. او نظریهٔ زبان خویش را، که با نام گلوسم‌شناسی یا «تحلیل بنیادی[Glossematics]» مشهور است، در همکاری نزدیکی با هانس یورگن اولدال (۱۹۵۷–۱۹۰۷) پروراند.

## حلقهٔ زبان‌شناسی کپنهاگ
حلقهٔ زبان‌شناسی کپنهاگ به دست یلزلف و گروهی از همکاران دانمارکی او در تاریخ ۲۴ سپتامبر ۱۹۳۱ تأسیس شد. آنها بیش از چیز تحت تأثیر حلقهٔ زبان‌شناسی پراگ بودند که در ۱۹۲۶ تأسیس شده بود. در ابتدا، این گروه مجمعی برای گرد هم آمدن و بحث در باب مسائل نظری و روش‌شناختی در زبان‌شناسی و حل مشکلات در این زمینه بود و در بدو امر، تلاش و علاقهٔ اصلی اعضای این حلقه آن بود که جایگزینی برای مفهوم واج بیابند که در آن زمان کوچکترین واحد زبانی به شمار می‌رفت. اما بعدها این تلاش‌های خرد به ایجاد نظریه‌ای به نام نظریهٔ تحلیل بنیادی انجامید که در آن صورت‌بن‌ها (glossemes) کوچکترین واحد زبان بودند؛ نظریه‌ای که دقیقاً تا مرحلهٔ نظریه شدن به معنای دقیق کلمه پیش نرفت، اما دستاوردهای آن به شدت ساختارگرایی را تحت تأثیر قرار داد. گرچه پس از مرگ یلمزلف این حلقه دچار فروپاشی نشد، دیگر اعضای آن پیرو یک مکتب و دارای چشم‌انداز نظری مشترک نبودند و فعالیت‌های آنان را نمی‌توان دقیقاً ادامهٔ مکتب کپنهاگ دانست.
یلمزلف تأثیر بسیار شگرفی بر زبان‌شناسی دانمارکی گذاشت، اما ورای آن تاثیراتش به‌طور ویژه بر ساختارگرایان فرانسوی، و بالاخص مکتب معناشناسی یا نشانه‌شناسی ساختارگرای گرماس، بسیار چشمگیر است.

## چارچوب نظری
ویژگی منحصر به فرد نظریهٔ یلمزلف و تأثیرات عمدهٔ او، به این امر برمی‌گردد که دغدغهٔ اساسی‌اش پایه‌ریزی نظریهٔ زبانی است که هم زبان‌شناسی را به‌مثابهٔ رشتهٔ علمی مرکزی در نظر بگیرد، چنان‌که در نظریه (همان‌گونه که در کتاب تمهیدات آمده) قلمرو «صورت» تحت اختیار زبان‌شناسی قرار گیرد و همین «صورت» اصل حاکم بر «جهان به‌مثابهٔ یک کل» باشد، و هم این که هردوی «صورت» و «جوهر» بایستی (همان‌گونه که در مقالهٔ چینه‌بندی آمده) به‌واسطهٔ یک نظریهٔ زبانیِ جبریِ (algebra) به غایت انتزاعی و به سختی صورت‌بندی‌شده تحت بررسی قرار گیرند. این نظرگاه دوم با نسخهٔ اولدال از تحلیل بنیادی قرابت بیشتری دارد.
در دههٔ ۱۹۸۰، بار دیگر آثار یلمزلف علایقی را برانگیخت، یکی از آن جهت که او بر مطالعهٔ زبان در چارچوب نشانه‌شناختی گسترده‌تر تأکید و اصرار می‌ورزید، و دیگر بدین دلیل که دوران چامسکیایی در اروپا دیگر تقریباً به سر آمده بود. آثار یلمزلف برای تمام مخاطبان فرانسوی‌خوان به‌راحتی در دسترس است (جستارهای زبان‌شناختی Essais linguistiques1959، جستارهای زبان‌شناختی 2 Essais linguistiques II1973، جستارهای جدید Nouveaux essais1985)؛ در حالی که خوانندگان انگلیسی و آمریکایی می‌توانند از ترجمه‌های قدیمی چند اثر و نیز کتاب چکیده بهره‌مند شوند. تمام مقالات و مکاتبات منتشرنشدهٔ وی، هم‌اکنون در کتابخانهٔ سلطنتی کپنهاگ در دسترس هستند.